# Fußballländerspiel Japan – Irak 1993
Die Tragödie von Doha (japanisch: ドーハの悲劇 Dōha no higeki) ist die unter japanischen Fußballfans bekannte Bezeichnung des Fußball-WM-Qualifikationsspiels zwischen der japanischen Nationalmannschaft und dem Irak am 28. Oktober 1993 in der katarischen Hauptstadt Doha.
Asienmeister Japan lag bis zur 92. Spielminute mit 2:1 in Führung, was einen der beiden asiatischen Startplätze für die Fußball-Weltmeisterschaft 1994 in den Vereinigten Staaten bedeutet hätte. Jedoch erzielte der Irak in der Nachspielzeit den Ausgleich und verdrängte  Japan von den Qualifikationsrängen. Das punktgleich mit den Japanern gelegene Südkorea durfte aufgrund der besseren Tordifferenz an der WM-Endrunde teilnehmen.
In Südkorea selbst ist das Spiel unter dem Namen Das Wunder von Doha (koreanisch: 도하의 기적 Doha ui Gijeok) bekannt, im Irak hingegen ist das Spiel kaum mehr bekannt und hat dementsprechend keinen Stellenwert.

## Die asiatische Qualifikation
Die asiatische Qualifikation zur Fußball-Weltmeisterschaft 1994 wurde über zwei Gruppenphasen ausgetragen, die Gruppensieger der sechs Gruppen der ersten Runde trafen in der zweiten Runde in einer einzigen Gruppe gegeneinander an. Von den sechs Mannschaften qualifizieren sich die ersten beiden für die Endrunde in den USA. Jede Mannschaft spielte einmal gegen die jeweils andere, alle Spiele fanden im neutralen Doha statt.
Neben Japan waren die anderen Gruppensieger Irak, Südkorea, Iran, Saudi-Arabien und Nordkorea qualifiziert. Am vorletzten Spieltag hatte Japan Südkorea mit 1:0 besiegt und die Tabellenführung übernommen. Mit einem Sieg gegen die Iraker wäre die erstmalige Qualifikation gesichert worden.
Die Tabelle vor dem letzten Spieltag (Zwei-Punkte-Wertung):
| Pl. | Land          | Sp. | S | U | N | Tore    | Diff. | Punkte |
| --- | ------------- | --- | - | - | - | ------- | ----- | ------ |
| 1.  | Japan         | 4   | 2 | 1 | 1 | 005:200 | +3    | 05:30  |
| 2.  | Saudi-Arabien | 4   | 1 | 3 | 0 | 004:300 | +1    | 05:30  |
| 3.  | Südkorea      | 4   | 1 | 2 | 1 | 006:400 | +2    | 04:40  |
| 4.  | Irak          | 4   | 1 | 2 | 1 | 007:700 | ±0    | 04:40  |
| 5.  | Iran          | 4   | 2 | 0 | 2 | 005:700 | −2    | 04:40  |
| 6.  | Nordkorea     | 4   | 1 | 0 | 3 | 005:900 | −4    | 02:60  |

Bis auf Nordkorea konnten sich alle Mannschaften noch für die WM qualifizieren. Bei einem Sieg wäre Japan, unabhängig vom Ergebnis der beiden anderen Spiele, qualifiziert gewesen. Bei einem Unentschieden wäre Japan nur weiter gekommen, wenn Südkorea oder Saudi-Arabien ihre letzten Spiele nicht gewinnen könnten und der Iran mit nicht mehr als vier Treffern Unterschied gegen Saudi-Arabien gewonnen hätte. Und bei einer Niederlage wäre Japan in allen Fällen gescheitert.

## Die Spiele am letzten Tag
Die Japaner gingen durch Kazuyoshi Miura in der 5. Spielminute in Führung; das 1:0 war auch der Stand zur Halbzeitpause. Radhi Shenshil gelang in der 54. Minute der Ausgleichstreffer. Die Japaner erzielten allerdings durch Masashi Nakayama zehn Minuten vor Schluss das 2:1. Durch dieses Ergebnis wäre Japan qualifiziert gewesen.
Die beiden restlichen Spiele wurden bereits früher beendet: Saudi-Arabien hatte den Iran mit 4:3 besiegt und war damit qualifiziert, Südkorea hatte mit 3:0 gegen Nordkorea gewonnen und musste nun auf das Ergebnis der Partie Japan-Irak warten.
In der Nachspielzeit gelang dem Iraker Jaffar Omran Salman durch einen Kopfball der 2:2-Ausgleich, nur wenige Sekunden später pfiff der Schweizer Schiedsrichter Serge Muhmenthaler das Spiel ab. Japan war damit ausgeschieden.

### Aufstellungen
| Japan                | Japan | Irak | Irak |
| -------------------- | --- | --- | ---- |
| Japan                | \| 28. Okt 1993 in Doha \| \| Ergebnis: 2:2 (0:1) \| | \| 28. Okt 1993 in Doha \| \| Ergebnis: 2:2 (0:1) \| | Irak |
| Japan                | (1) Shigetatsu Matsunaga – (3) Toshinobu Katsuya, (4) Takumi Horiike, (5) Tetsuji Hashiratani , (7) Masami Ihara – (10) Ruy Ramos, (15) Mitsunori Yoshida, (17) Hajime Moriyasu (11) Kazuyoshi Miura, (12) Kenta Hasegawa (59. (8) Masahiro Fukuda, (16) Masashi Nakayama (80. (9) Nobuhiro Takeda) Cheftrainer: Hans Ooft ( Niederlande) | (21) Ibrahim Salim Saad – (14) Salim Hussein, (4) Swadi Radhi, (2) Samir Kadhim Hassan, (3) Saad Abdul – (22) Bassam Raouf Hamed (71. (5) Abdul Jabar Hanoon), (12) Mohammed Jassim (45. (16) Jaffar Omran Salman), (7) Naem Saddam Minshed – (17) Laith Hussein, (9) Ala Kadhim, (8) Ahmed Radhi Cheftrainer: Ammo Baba | Irak |
| Japan                | 1:1 Radhi Shnaished (54.) 2:2 Jaffar Omran Salman (90.) | 0:1 Kazuyoshi Miura (5.) 1:2 Masashi Nakayama (80.) | Irak |
| 28. Okt 1993 in Doha | | |      |
| Ergebnis: 2:2 (0:1)  | | |      |

### Die Tabelle nach dem Ende der Qualifikation
| Pl. | Land          | Sp. | S | U | N | Tore    | Diff. | Punkte |
| --- | ------------- | --- | - | - | - | ------- | ----- | ------ |
| 1.  | Saudi-Arabien | 5   | 2 | 3 | 0 | 008:600 | +2    | 07:30  |
| 2.  | Südkorea      | 5   | 2 | 2 | 1 | 009:400 | +5    | 06:40  |
| 3.  | Japan         | 5   | 2 | 2 | 1 | 007:400 | +3    | 06:40  |
| 4.  | Irak          | 5   | 1 | 3 | 1 | 009:900 | ±0    | 05:50  |
| 5.  | Iran          | 5   | 2 | 0 | 3 | 008:110 | −3    | 04:60  |
| 6.  | Nordkorea     | 5   | 1 | 0 | 4 | 005:120 | −7    | 02:80  |

### Folgen
Japans Trainer Hans Ooft wurde zehn Tage nach dem Spiel entlassen. Die südkoreanische Mannschaft scheiterte bei der WM bereits in der Vorrunde (u. a. 2:3-Niederlage gegen Deutschland). Von den eingesetzten Spielern standen bei der ersten WM-Teilnahme Japans 1998 nur noch Nakayama und Ihara im Kader.
Die irakische Botschaft in Seoul erhielt 300 Dankesanrufe von südkoreanischen Fans, in Tokio wurde hingegen die irakische Flagge entwendet.

## Japans und Südkoreas Teilnahmen an weiteren Fußball-Weltmeisterschaften
Nach dem Qualifikationsaus 1993 trafen Japan und Südkorea bei der Qualifikation zur Fußball-Weltmeisterschaft 1998 erneut in der letzten Runde aufeinander. Das Hinspiel in Tokio verloren die Japaner mit 1:2 und trotz des 2:0-Sieges in Seoul wurde Südkorea Gruppensieger und qualifizierte sich mit sechs Punkten Vorsprung auf die Japaner, da sich die Mannschaft einige Patzer leistete (u. a. Unentschieden in Usbekistan und Kasachstan). In einem Play-off-Spiel im malaysischen Johor Bahru gewann Japan gegen den Iran mit 3:2 und sicherte sich seine erste WM-Teilnahme. Bei der Endrunde in Frankreich schied Japan allerdings punktlos in der Vorrunde aus.
2002 waren Japan und Südkorea gemeinsam Gastgeber der Weltmeisterschaft. Die Japaner erreichten das Achtelfinale, während Südkorea Vierter wurde. 2006 schieden beide Mannschaften in der Vorrunde aus. Für die WM 2010 konnten sich beide Mannschaften qualifizieren und schieden jeweils im Achtelfinale aus (Südkorea unterlag Uruguay mit 1:2, Japan unterlag Paraguay 3:5 i. E.). Während 2014 beide Mannschaften in der Vorrunde als Letztplatzierte mit je einem Punkt ausschieden, erreichte Japan 2018 das Achtelfinale, wogegen Südkorea trotz eines 2:0-Siegs gegen Deutschland schon in der Vorrunde ausgeschieden war.